# Incredible String Band
The Incredible String Band (ISB) va ser un grup de folk psicodèlic format per Robin Williamson, Mike Heron i Clive Palmer a Edimburg el 1966, i descobert pel productor Joe Boyd. La banda va comptar amb força seguidors, especialment dins de la contracultura britànica, abans de dissoldre's el 1974. Se'ls considera pioners del folk psicodèlic i la world music per haver integrat en les seves cançons formes i instruments diversos de música tradicional. El grup es va reunir de nou el 1999 i es va mantenir en actiu fins al 2006.
Entre els admiradors del grup són coneguts músics com Bob Dylan, John Lennon, Robert Plant, Vainica Doble, Pau Riba i Silvio Rodríguez.

## Discografia
- 1966 - The Incredible String Band
- 1967 - The 5000 Spirits or the Layers of the Onion
- 1968 - The Hangman's Beautiful Daughter
- 1968 - Wee Tam and the Big Huge
- 1969 - Changing Horses
- 1970 - I Looked Up
- 1970 - U
- 1970 - Be Glad for the Song Has No Ending (colonna sonora)
- 1971 - Liquid Acrobat as Regards the Air[3]
- 1972 - Earthspan
- 1973 - No Ruinous Feud
- 1974 - Hard Rope & Silken Twine